# Authari
Authari (asi 550? – 5. září 590 Pavia) byl králem Langobardů od roku 584 až do své smrti v roce 590. Je považován za prvního langobardského krále, který přijal římský životní styl, přičemž zavedl řadu politických rozhodnutí ve vztahu ke křesťanství i k Římanům.

## Životopis
Byl synem Clepha, krále Langobardů. Když jeho otec v roce 574 zemřel, langobardská šlechta ho odmítla jmenovat nástupcem, což vedlo k desetiletému interregnu známému jako vláda vévodů. V roce 574 a 575 Langobardi napadli Provence, tehdy součást burgundského království merovejského krále Guntrama. Ten ve spojení se svým synovcem Childebertem II., králem Austrasie odpověděl invazí do severní Itálie, přičemž jejich armáda sestoupila údolím Adiže a dobyla Trent. Ve stejné době začal byzantský císař Tiberios II. vyjednávat spojenectví s Franky, což Langobardy v obavě z pomsty přinutilo rychle zvolit nového vůdce a krále.
V roce 584 králem zvolili vévodu Authariho, syna předchozího krále Clepha a postoupili mu hlavní město Pavii. Authari celou svou vládu strávil ve válkách s Franky, Byzantinci a langobardskými rebely. Jeho první velkou zkouškou bylo potlačení povstání vévody Droctulfa z Brescella, který se spojil s Římany a vládl údolí Pádu. Poté, co ho porazil, strávil zbytek svého života, bojem s exarchou Ravenny, Smaragdem či bojem s Merovejci.
Merovejští králové Guntram a Childebert dosáhli několika úspěchů při expanzi do severní Itálie, přesto stále hrozili další invazí, přičemž dvakrát své hrozby splnili. Vzpomínka na Theudebertovo tažení do Itálie, naléhání Childebertovy bojovné matky Brunhildy a exarchy Smaragda, stejně jako křivdy spáchané Guntramem v minulosti nepochybně podněcovalo jejich vzájemné nepřátelství s Langobardy i samotným králem. V době, kdy nebyl Authari okupován cizími armádami, rozšířil langobardské království na úkor Byzance, dobyl pevnost Comacchio a přerušil komunikaci mezi Padovou a Ravennou.
Authari se 15. května 589 ve Veroně oženil s Theodelidou, dcerou bavorského vévody Garibalda I. Jako katolička měla Theodelinda pro svou ctnost velký vliv mezi Langobardy. Podrobný popis námluv zaznamenaný historikem Paulem Diaconem v 8. století odhaluje politický sňatek, jehož pomocí se měla posílit královská pozice Authariho. Theodelinda byla kromě posílení královské pozice zvolena také kvůli dlouholetým vazbám Langobardů a Bavorů, které pojilo společné nepřátelství vůči Frankům.
Když Authari v roce 590 v Pavii zemřel, pravděpodobně otráven jedem, byl novým králem jmenován Agilulf, vévoda z Turína, za něhož se vdova Theodelinda znovu provdala.